# Rubén Darío Palacio
Rubén Darío "El Huracán" Palacio (Puerto Nare, 1 de diciembre de 1962 -Medellín, 14 de noviembre de 2003) fue un boxeador colombiano.

## Trayectoria
Peleó durante 11 años antes de ganar sorprendentemente el título de la OMB en Inglaterra con un nocaut técnico en el octavo asalto sobre la estrella británica Colin McMillan después de que se dislocara el hombro el 26 de septiembre de 1992.
Había intentado sin éxito ganar un título mundial en tres ocasiones y nunca renunció a su sueño, incluso cuando tuvo puntos muy bajos en su carrera (entre 1984 y 1986, por ejemplo, perdió 4 de 5 peleas).
Era claramente el perdedor ante el llamativo McMillan (23-1), pero tuvo su noche de gloria ese día en Londres.  Irónicamente, regresó a Inglaterra para defender su título y luego fue diagnosticado con el VIH sida por la Junta de Control de Boxeo Británica. Tvuo que renunciar al cinturón que tanto había esperado ganar y se retiró con un récord de 45-11-2 (19 KO). 
Después de renunciar al cinturón, fue una trágica espiral descendente. Fue arrestado por cargos de tráfico de drogas en los EE. UU. un año después y pasó cuatro años en prisión. 

## Muerte
Palacio murió de sida en un hospital de Medellín, el 14 de noviembre de 2003. Le faltaban unos para cumplir 41 años de edad.